# Miroslav Tulis
Miroslav Tulis (* 23. ledna 1951 Šumperk, Československo) je bývalý československý atlet, jehož specializací byl běh na 400 metrů.
V sobotu 27. srpna 1977 zaběhl v Ostravě nový československý rekord (svůj v pořadí 4.) v běhu na 400 metrů, jehož hodnota byla 46,33 s. Rekord překonal 1. září 1978 výkonem 45,77 s Karel Kolář.
Miroslav Tulis vybojoval v neděli 3. září 1978 v čase 18:55  bronzovou medaili ve štafetě na 4 × 400 metrů. Byl to závěrečný den MEA 1978 , tj. evropského šampionátu v atletice v Praze. A na  strahovském stadionu Evžena Rošického měl na starosti 3.úsek a jeho parťáky byli  (pořadí dle úseků) :  Josef Lomický, František Břečka a kolík předával Mirek čtvrtému v řadě a tím byl aktuální stříbrný medailista z téhož MEA : Karel Kolář. Mirek skončil v "rychlejším" semifinále (čas 46.37) a v tom prvním by postupoval do finále. Časem by ve finále obsadil sedmé místo v Evropě! 
V závěrečné děkovačce skončily nejen tretry Mirka v hledišti. 
Devatenáctkrát reprezentoval v mezistátních utkáních (1970 – 1978), z toho třikrát v evropském poháru. Je devítinásobný mistr Československa a desetinásobný medailista v mistrovstvích ČSSR.
Držitel 
- 4 českých rekordů na 400 m  47.01 (1974)-46,33 (1977),
- 2 ve štafetě 4x400 m  3:06.3 (1974) - 3:04.0 (1978),
- 2 v oddílové štafetě  4x400 m 3:09.5 (1971) a 3:08,4 (1974).

Ještě v roce 2020 je v tabulkách Nejlepších výkonů České republiky  za klub Sparta ČKD Praha ve štafetě 400+300+200+100 metrů:  Miroslav KODEJŠ, Miroslav TULIS, Ivan DANIŠ a Luděk ŠEFRNA, Praha 11.10.1970

## Encyklopedie
Tulis Miroslav, *23. 1. 1951 Šumperk; sprinter. Držitel bronzové medaile z ME 1978 ve štafetě 4x400 m. Začínal ve Slavoji Stará Boleslav  (1967-70. trenéři K. Kaňka a prof. Šimek), poté Sparta Praha (1971-76, trenéři M. Novák a P  Kavan). Dukla Praha (1977-78). Mistr ČR 1971  a 1972 (400 m), 1971, 1972 a 1974 (4x400 m)  Čs. mistr 1971. 1972. 1974 a 1977 (400 m). 1974  (300 m v hale), 1971. 1972. 1974 a 1977  (4x100 m). Držitel 4 českých rekordů na 400 m  47.01 (1974)-46,33 (1977), 2 ve štafetě 4x400 m  3:06.3 (1974) - 3:04.0 (1978), 2 v odd. štafetě  4x400 m 3:09.5 (1971) a 3:08.,4 (1974). Reprezentoval v 19 mezistátních utkáních (1970-78). z toho  3x v EP. Učastník MEJ 1970 (200 m a 4x400 m  6.. 400 m rozb.). ME 1971 (400 m smf.). 1974  (4x400 m rozb.), 1978 (400 m smf., 4x400 m 3.).  HME 1973 (400 m rozb.). Os. rekordy: 100 m  10,4 (1971), 200 m 21,28 (1977),400 m 46,33  (1977).

### Internet
https://www.sportovniarchiv.cz/miroslav-tulis/